# アスパラガス酸レダクターゼ
アスパラガス酸レダクターゼ（asparagusate reductase）は、次の化学反応を触媒する酸化還元酵素である。
3-メルカプト-2-メルカプトメチルプロパン酸 + NAD+ {\displaystyle \rightleftharpoons } アスパラガス酸 + NADH + H+
反応式の通り、この酵素の基質は3-メルカプト-2-メルカプトメチルプロパン酸とNAD+、生成物はアスパラガス酸とNADHとH+である。
組織名は3-mercapto-2-mercaptomethylpropanoate:NAD+ oxidoreductaseで、別名にasparagusate dehydrogenase、asparagusic dehydrogenase、asparagusate reductase (NADH2)、NADH2:asparagusate oxidoreductaseがある。